# Kraftwerk Leverkusenstraße
Das Kraftwerk Leverkusenstraße in Hamburg-Bahrenfeld diente der Stromversorgung der 1907 eröffneten Hamburg-Altonaer Stadt- und Vorortbahn und der Altonaer Hafenbahn. Die Bahnen wurden mit Oberleitung mit einer Spannung von 6,3 kV und einer Frequenz von 25 Hz betrieben. Das Kraftwerk Leverkusenstraße gilt als eines der ersten Bahnkraftwerke Deutschlands. Heute ist es ein Büro- und Geschäftshaus.

## Geschichte

Nordansicht

Südansicht

Ostansicht

1905/1906 gestaltete die „Königliche Eisenbahn Direktion Altona“ den Bahnverkehr zwischen den einander benachbarten Städten Altona und Hamburg um. Dabei wurde für die Strecke Blankenese – Ohlsdorf der elektrische Betrieb eingeführt. Hierfür wurde in Altona-Bahrenfeld direkt an den Gleisanlagen ein Dampfkraftwerk gebaut, das mit Steinkohle beheizt wurde. Im Gegensatz zu allen anderen Hamburger Kraftwerken der HEW und der Hamburger Hochbahn AG besaß das Kraftwerk keinen Anschluss an einen Wasserweg, sodass die Kohle mit der Bahn angeliefert werden musste.
Im hinteren Bereich des Grundstücks befand sich ein etwa 40 m hoher Kühlturm, von dem ein Kühlwasserkanal ringförmig unter dem gesamten Gebäude und zurück zum Kühlturm verlief. Das Wasser diente zum Kühlen des Wassers im Dampfkreislauf der Turbinen. Bei den Gleisen stand das erste Gleis nur der Anlieferung der Kohle und dem Abtransport der Asche und der Schlacken zur Verfügung. Dafür wurde eine Transportanlage und ein Kohlebunker direkt am Bahndamm gebaut, so dass vom Gleis mittels Transportbändern die Kohle direkt in den Kohlebunker oder das Kraftwerk transportiert werden konnte. Für das Kühlwasser stand ein Becken zur Verfügung, das noch unter dem S-Bahn-Viadukt der Verbindungskurve zwischen Holstenstraße und Diebsteich erkennbar ist (Stand 2017).
1909 erweiterte die Königliche Eisenbahndirektion das Kraftwerk, das dann auch für die Versorgung des Altonaer Fischmarkts zusätzlich gebaute, steil zum Ufer herunterführende Bahnstrecke  ab 1911 genutzt wurde.
Bis in die 1960er Jahre wurde das Grundstück vom Rechtsnachfolger Deutsche Bundesbahn genutzt, bis es dann 1985 von Kurt Lingenbrink, Eigentümer der Fa. Libri, gekauft wurde; 1994 begann dann Karin Lingenbrink mit der Umnutzung der Bauten.

## Umnutzung
Die architektonische Hauptabsicht beim Umbau bestand darin, den ursprünglichen Baukörper aus den Jahren 1906–1921 mit seiner charakteristischen Ziegelornamentik wieder freizulegen. Schaltgebäude, Maschinenhalle und Anbau des Werkstattgebäudes blieben dabei in ihrer Geschosszahl und der Erschließung im Wesentlichen unverändert. Lediglich die West- und Südfassaden wurden – nach Abriss der Anbauten – rekonstruiert. Das Kesselhaus wurde vollständig entkernt und innen neu ausgebaut. Mit dem Anbau beträgt die heutige Gesamtfläche 3.400 m2.
Mieter sind heute unter anderem die Redaktionen mehrerer Männer- und Computermagazine, ein eCommerce Fulfillment Dienstleister, ein Fotostudio, eine Softwarefirma, ein Tanzstudio, eine Partylocation sowie ein Restaurant.

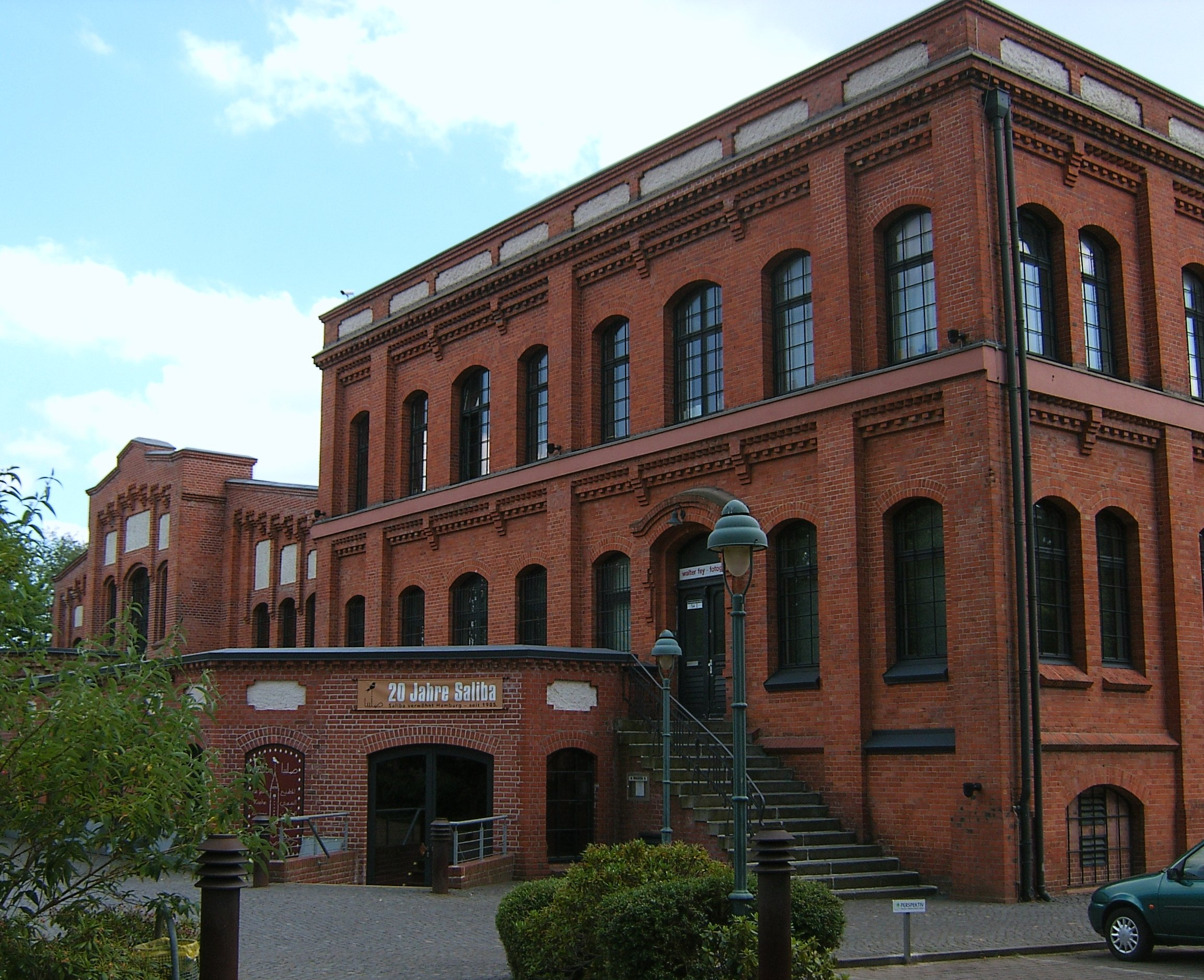
Maschinenhalle
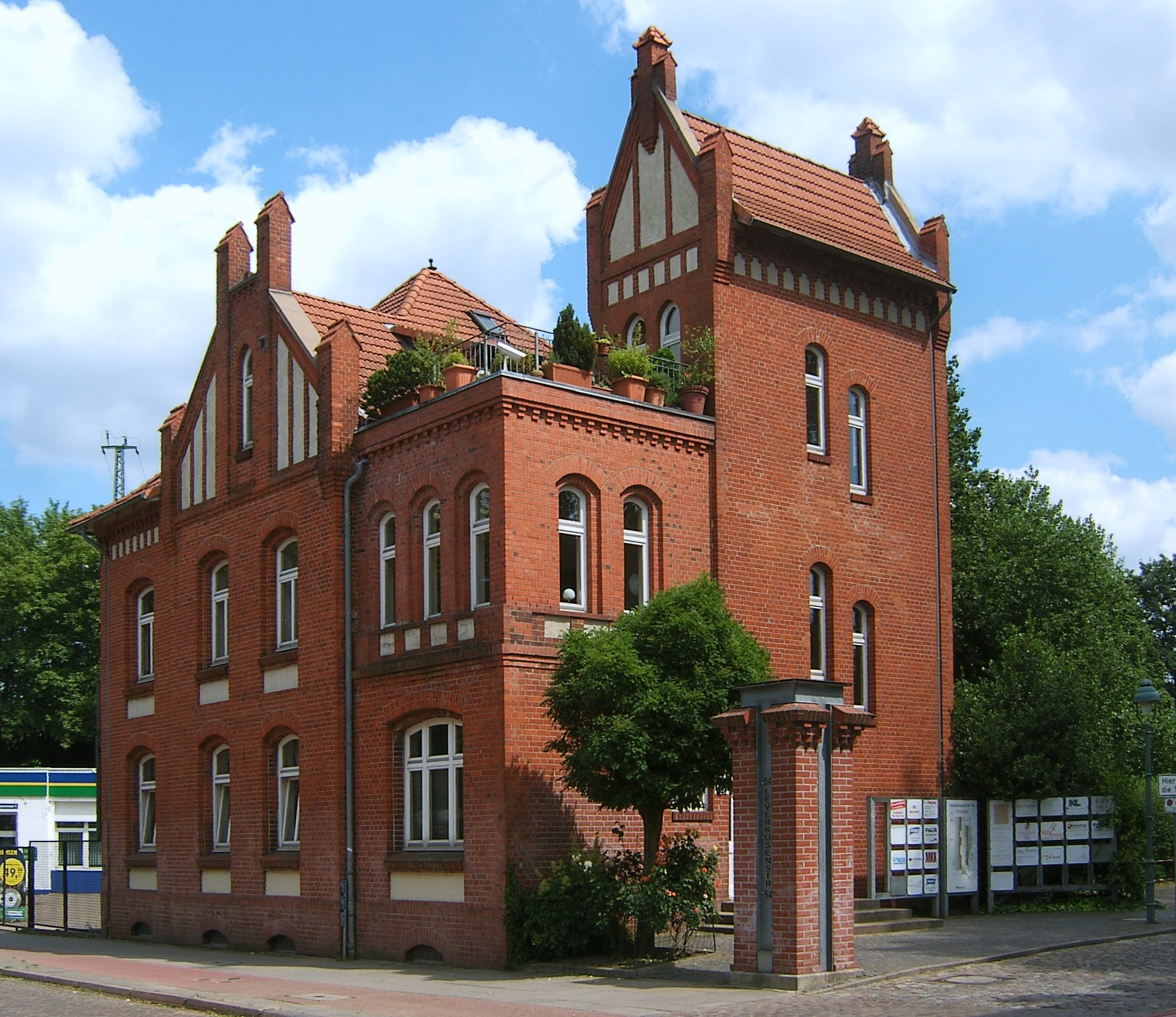
Vorderhaus